# La Vid
La Vid är en ort i Spanien.   Den ligger i provinsen Provincia de Burgos och regionen Kastilien och Leon, i den centrala delen av landet, 140 km norr om huvudstaden Madrid. La Vid ligger 825 meter över havet och antalet invånare är 323.
Terrängen runt La Vid är platt åt nordväst, men åt sydost är den kuperad. La Vid ligger nere i en dal. Runt La Vid är det mycket glesbefolkat, med 4 invånare per kvadratkilometer. Närmaste större samhälle är Aranda de Duero, 16,9 km väster om La Vid. Trakten runt La Vid består till största delen av jordbruksmark.